# Dasykaluta rosamondae
Калута (Dasykaluta rosamondae) — єдиний вид роду хижих сумчастих ссавців Dasykaluta з родини кволові (Dasyuridae).

## Етимологія
«Kaluta» є місцевою аборигенною назвою для цього виду. Родова назва Dasykaluta означає «волосатий калута». Назва виду, rosamondae, є посиланням на Розамунду Кліфорд (англ. Rosamund Clifford), відому коханку Генріха II Плантагенета, у якої, як кажуть, було руде волосся.

## Морфологія
Морфометрія. Довжина голови й тіла: 90—110 мм, довжина хвоста: 55—77 мм, вага 20—40 гр.
Опис. Забарвлення від червонувато-коричневого до мідного. Хутро скоріше грубе, голова та вуха короткі. Передні лапи сильні й добре вкриті волоссям. Схожий на Dasycercus, але відрізняється малими розмірами, забарвленням, відсутністю волосся на хвості. Самиці мають 8 молочних залоз. 

## Середовище проживання, поведінка
Населяє спініфексові рівнини, харчується комахами та малими хребетними. Розмноження відбувається у вересні, потомство народжується в листопаді. Вагітність триває в середньому 50 діб, діапазон: 38—62 доби. Часто народжується вісім малюків, але буває й один. Вони відкривають свої очі на 58—60 день, відлучаються від молока на 90—120 день. Статева зрілість настає у віці 10 місяців.